# Campeonato Mundial de Remo de 1981
El XI Campeonato Mundial de Remo se celebró en Múnich (RFA) entre el 30 de agosto y el 6 de septiembre de 1981 bajo la organización de la Federación Internacional de Sociedades de Remo (FISA) y la Federación Alemana de Remo.
Las competiciones se realizaron en el Canal Olímpico de Oberschleißheim.

## Medallistas

### Masculino
| Evento                         | Oro | Plata | Bronce |
| ------------------------------ | --- | --- | --- |
| Scull individual M1X           | Peter-Michael Kolbe RFA | Rüdiger Reiche RDA | John Biglow Estados Unidos |
| Doble scull M2X                | Klaus Kröppelien Joachim Dreifke RDA | Pertti Karppinen · Reima Karppinen · Finlandia · | Rolf Thorsen · Alf Hansen · Noruega · |
| Cuatro scull M4X               | Peter Kersten Karl-Heinz Bußert Uwe Heppner Martin Winter RDA | Igor Yarkov Serguei Shevchenko Vladimir Koldyshkin Alexandr Zdravomyslov URSS                                                                                                 | Denis Gaté Jean-Raymond Peltier Charles Imbert Marc Boudoux Francia |
| Dos sin timonel M2-            | Yuri Pimenov Nikolai Pimenov URSS | Willem Jan Atsma · Ted Bosman · Países Bajos · | Antonio Baldacci · Ezio Pacovich · Italia · |
| Dos con timonel M2+            | Carmine Abbagnale · Giuseppe Abbagnale · Giuseppe Di Capua (t) · Italia ·                                                                                                 | Karsten Schmeling Jürgen Seyfarth Hendrik Reiher (t) RDA | Thomas Cadoux-Hudson Richard Budgett Adrian Ellison (t) Reino Unido |
| Cuatro sin timonel M4-         | Alexei Kamkin Valeri Dolinin Alexandr Kulaguin Vitali Yeliseyev URSS | Bruno Saile · Jürg Weitnauer · Hans-Konrad Trümpler · Stefan Netzle · Suiza ·                                                                                                 | Klaus Büttner Hans-Peter Koppe Jens Doberschütz Uwe Gasch RDA |
| Cuatro con timonel M4+         | Dietmar Schiller Jörg Friedrich Bernd Niesecke Harald Jährling Klaus-Dieter Ludwig (t) RDA                                                                                | Andrew Sudduth John Everett Thomas Woodman Fred Borchelt Robert Jaugstetter (t) Estados Unidos                                                                                | Viktor Omelianovich Dimants Krišjānis Dzintars Krišjānis Žoržs Tikmers Juris Bērziņš (t) URSS |
| Ocho con timonel M8+           | Zigmantas Gudauskas Nikolai Solomajin Vladimir Krilov Viktor Diduk Stasys Narušaitis Jonas Narmontas Jonas Pinskus Igor Maistrenko Vladimir Nizhegorodov (t) URSS 6:02,30 | Mark Andrews Chris Mahoney Colin Seymour John Bland Andrew Justice John Pritchard Malcolm McGowan Richard Stanhope Colin Moynihan (t) Reino Unido 6:04,31                     | Daniel Lyons John Zevenbergen Thomas Kiefer James McDougall John Phinney David Clark Charles Clapp Matthew Labine Seth Bauer (t) Estados Unidos 6:06,13                                                                                   |
| Scull individual ligero LM1X   | Scott Roop Estados Unidos | Raimund Haberl · Austria · | Brian Thorne · Canadá · |
| Doble scull ligero LM2X        | Francesco Esposito · Ruggero Verroca · Italia · | William Belden Paul Fuchs Estados Unidos | Leif Kruse Bjarne Eltang Dinamarca |
| Cuatro sin timonel ligero LM4- | Graham Gardiner Charles Bartlett Clyde Hefer Simon Gillett Australia | Peter van Berkel · Richard Helsloot · Willem Appeldoorn · Paul Paulsen · Países Bajos ·                                                                                       | Edward Gibson · Timothy Turner · James Relle · Patrick Turner · Canadá · |
| Ocho con timonel ligero LM8+   | Torben Knudsen Jan Jensen Ivar Mølgaard Arne Højlund Søren Hansson Søren Eriksen Mikael Espersen Bent Fransson Peter Klug-Andersen (t) Dinamarca 5:58,41                  | Franco Pantano · Mauro Torta · Romano Uberti · Lauro Zettin · Renzo Borsini · Lanfranco Borsini · Claudio Castiglioni · Leonardo Salani · Davide Lanza (t) · Italia · 5:59,05 | Fernando Climent · Luis Arteaga León · Juan Carlos Sáez Bernardos · José Antonio Expósito Sánchez · Francisco Goicoechea · Guillermo Müller Gascón · Alberto Molina Castillo · José Martí Miranda · Fernando Macho (t) · España · 6:01,03 |

### Femenino
| Evento                        | Oro | Plata | Bronce |
| ----------------------------- | --- | --- | --- |
| Scull individual W1X          | Sanda Toma Rumania | Beryl Mitchell Reino Unido | Irina Fetisova URSS |
| Doble scull W2X               | Marguerita Kokarevich Antonina Majina URSS | Kerstin Kirst Jutta Hampe RDA | Iskra Velinova Anka Bakova Bulgaria |
| Cuatro scull con timonel W4X+ | Larisa Popova Yelena Jloptseva Olga Kaspina Tatiana Danilova Mariya Zemskova (t) URSS                                                                           | Heidi Westphal Birka Brandt Cornelia Linse Jutta Ploch Jenny Gerber (t) RDA | Olga Homeghi Sofia Corban Valeria Răcilă Aneta Mihaly Ecaterina Oancia (t) Rumania                                                             |
| Dos sin timonel W2-           | Sigrid Anders Iris Rudolph RDA | Elizabeth Craig · Patricia Smith · Canadá · | Rodica Arba Elena Horvat Rumania |
| Cuatro con timonel W4+        | Raisa Doligoida Svetlana Semionova Marina Studneva Olga Pivovarova Nina Cheremisina (t) URSS                                                                    | Viola Kestler Silvia Fröhlich Marita Sandig Romy Saalfeld Kirsten Wenzel (t) RDA                                                                                                   | Susan Tuttle Hope Barnes Shyril O'Steen Harriet Metcalf Nanette Bernadou (t) Estados Unidos                                                    |
| Ocho con timonel W8+          | Regina Baltutytė Irina Teterina Yelena Terioshina Natalia Yatsenko Yelena Makushkina Tatiana Shvetsova Nina Umanets Mariya Paziun Nina Frolova (t) URSS 3:07,58 | Carol Bower Carol Brown Jeanne Flanagan Patricia Spratlen Kristine Norelius Carolyn Graves Elizabeth Hills-O'Leary Elizabeth Miles Valerie McClain-Ward (t) Estados Unidos 3:10,32 | Rodica Frîntu Florica Bucur Luminata Furcila NC Cristina Onofrei Maria Naghiu Mariana Zaharia Elena Bondar Elena Dobrițoiu (t) Rumania 3:14,05 |

## Medallero
| Núm. | País           | Oro | Plata | Bronce | Total |
| ---- | -------------- | --- | ----- | ------ | ----- |
| 1    | URSS           | 7   | 1     | 2      | 10    |
| 2    | RDA            | 4   | 5     | 1      | 10    |
| 3    | Italia         | 2   | 1     | 1      | 4     |
| 4    | Estados Unidos | 1   | 3     | 3      | 7     |
| 5    | Rumania        | 1   | 0     | 3      | 4     |
| 6    | Dinamarca      | 1   | 0     | 1      | 2     |
| 7    | RFA            | 1   | 0     | 0      | 1     |
| 7    | Australia      | 1   | 0     | 0      | 1     |
| 9    | Reino Unido    | 0   | 2     | 1      | 3     |
| 10   | Países Bajos   | 0   | 2     | 0      | 2     |
| 11   | Canadá         | 0   | 1     | 2      | 3     |
| 12   | Austria        | 0   | 1     | 0      | 1     |
| 12   | Finlandia      | 0   | 1     | 0      | 1     |
| 12   | Suiza          | 0   | 1     | 0      | 1     |
| 15   | Bulgaria       | 0   | 0     | 1      | 1     |
| 15   | España         | 0   | 0     | 1      | 1     |
| 15   | Francia        | 0   | 0     | 1      | 1     |
| 15   | Noruega        | 0   | 0     | 1      | 1     |
|      | TOTAL          | 18  | 18    | 18     | 54    |